# Multitap
Um Multitap é um acessório para consoles de Video game que aumentam o número de entradas para controladores de jogos eletrônicos com fio, possibilitando assim um número maior de jogadores, quando isto não seria possível sem tal acessório.

## História

### Era 8-bit

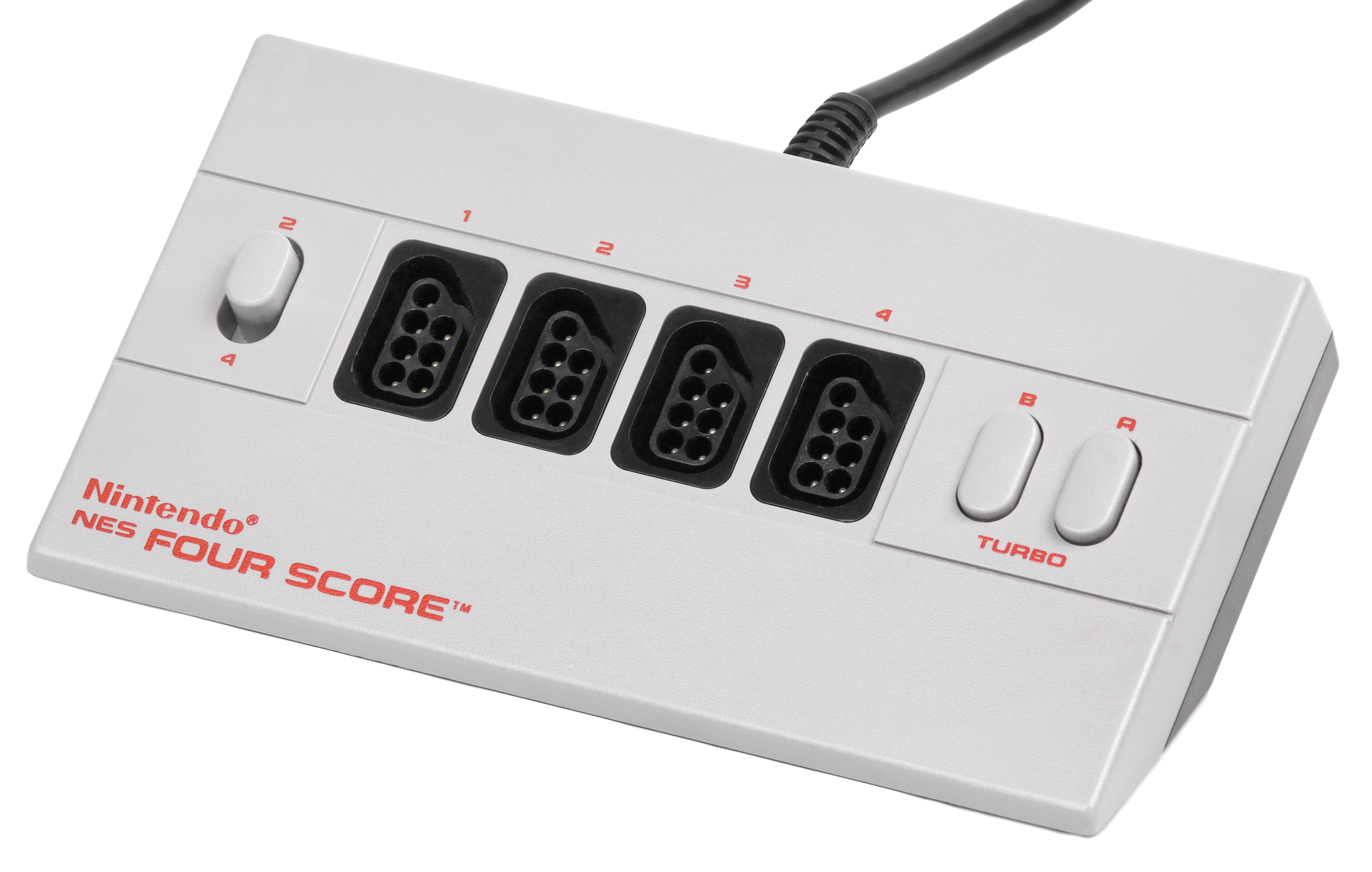
Multitap Fourscore para o NES.

O primeiro multitap foi criado pela NEC-Hudson Soft para o TurboGrafx-16. O TurboGrafx-16 foi um dos únicos consoles a só possuir entrada para um controle, fazendo-se com que fosse necessário a criação do primeiro multitap, para que os jogadores pudessem aproveitar o console com amigos. Este multitap expandia o número máximo de jogadores para cinco.
O Nintendo Entertainment System (mais conhecido no Brasil como Nintendinho) possuiu dois multitaps, o NES Four Score e o multitap sem fio NES Satellite.

### Era 16-bit

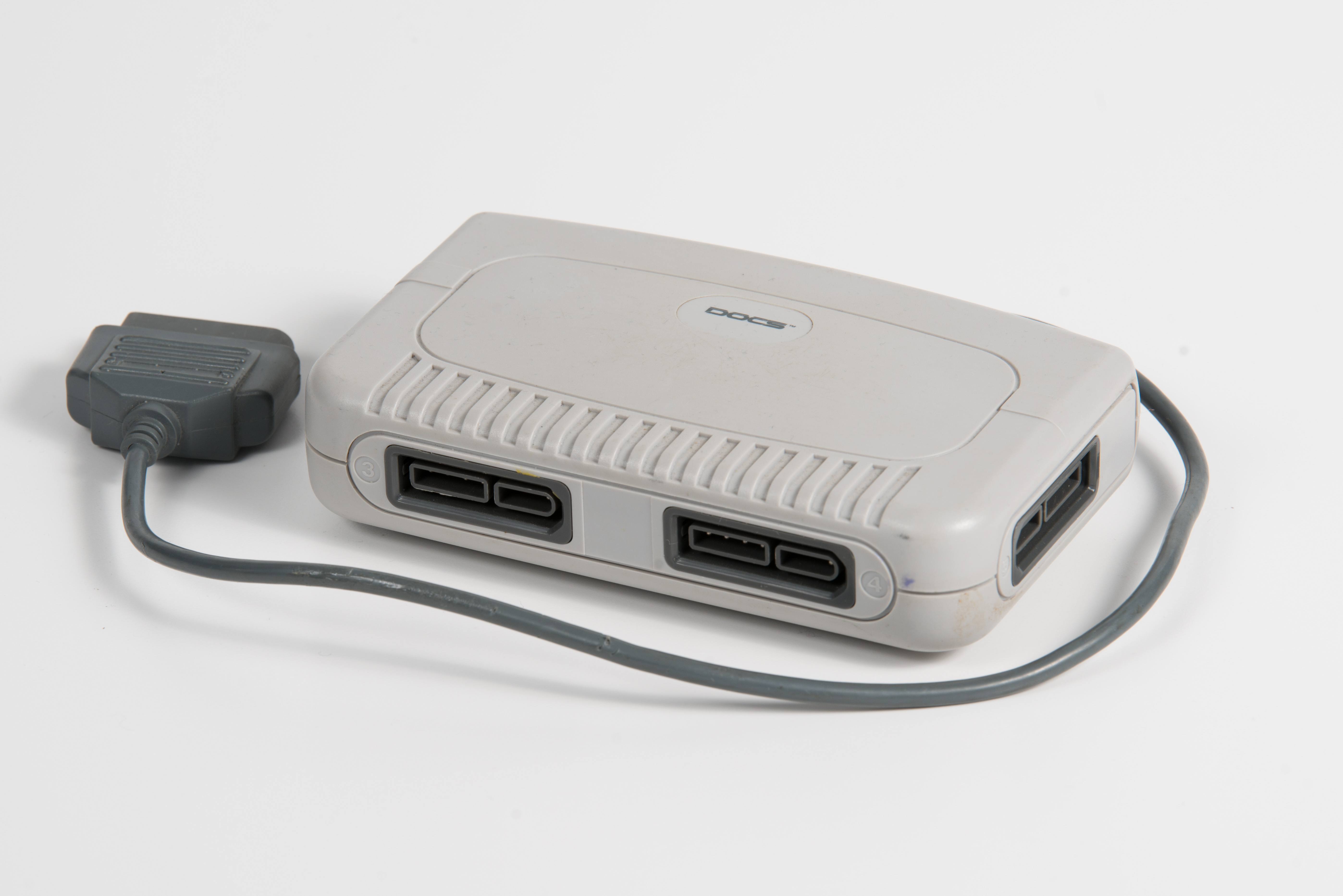
Multitap do SNES.

Na era 16-bit, o primeiro multitap foi desenvolvido pela Eletronic Arts, o 4 Way Play, para o Mega Drive/Genesis. Algum tempo depois, a Sega lançou seu próprio multitap, o qual era incompatível como o anterior, da EA. A solução arranjada pela Sega foi criar um que aceitasse os dois formatos (o da EA e o da Sega).
Já no caso do SNES (Super Nintendo), o seu primeiro multitap foi desenvolvido pela Hudson Soft em parceria com a Nintendo, chamado Super Multitap. Este multitap poderia ser adquirido através da compra do jogo Super Bomberman, o que popularizou tanto o acessório quanto sua designação (até então, usava-se outros termos para falar de tais aparelhos).

### Era 32-bit e atualmente

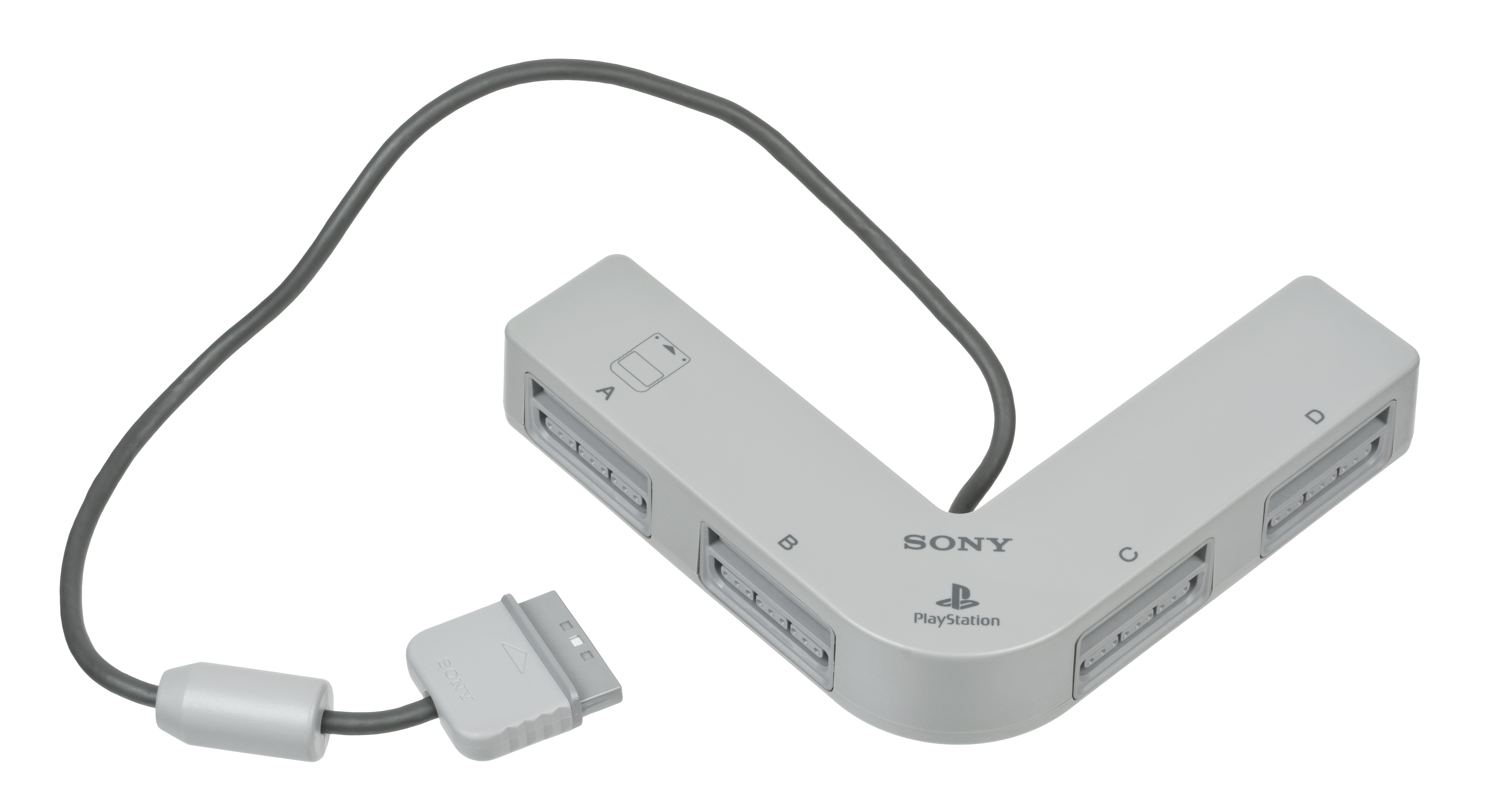
Multitap do PlayStation.

Nessa época, cada empresa optou por desenvolver seus próprios multitaps e, desta forma, foram lançados o Team Tap para o Atari Jaguar, o Multi Terminal (Sega Saturn japonês) ou 6Player Multi-player Adaptor (Sega Saturn americano) pela SEGA e o Sony Multi Tap SCPH-1070 para Playstation pela Sony, este último com formato diferenciado, lembrando um "V" ou bumerangue para algumas pessoas.

### Declínio
O Nintendo 64 lançado em 1996 não teve nenhum multitap produzido devido ao console já vir com quatro entradas para controle, sendo o segundo console a vir com quatro entradas (o primeiro foi o Bally Astrocade de 1978), esse padrão foi posteriormente seguido pelo Dreamcast, GameCube e Xbox. Já o PlayStation 2 ainda tinha duas entradas para controle e foi o último console a ter multitap produzido, posteriormente os consoles seguintes passaram a adotar controles sem fio e priorizar o recurso multijogador via rede.